# Ouratea cocleensis
Espèce
Classification phylogénétique
Statut de conservation UICN

 VU (needs updating) C2a : Vulnérable
Ouratea cocleensis est une espèce de plantes à fleurs de la famille des Ochnaceae. C'est un arbuste présent au Costa Rica et au Panama.  

## Description
C'est un arbuste.

## Répartition et habitat
Cette espèce est présente au Costa Rica (province de Puntarenas) et au Panama (provinces de Coclé et de Panama).
Elle pousse dans la forêt tropicale humide.

## Conservation
L'espèce est menacée par la déforestation.